# Клекачка
Клека́чка, или Стафи́лея (лат. Staphýlea) — небольшой род растений семейства Клекачковые (Staphyleaceae) из Юго-Восточной Азии, Америки и Европы, включающий около 10—11 видов.

## Ботаническое описание

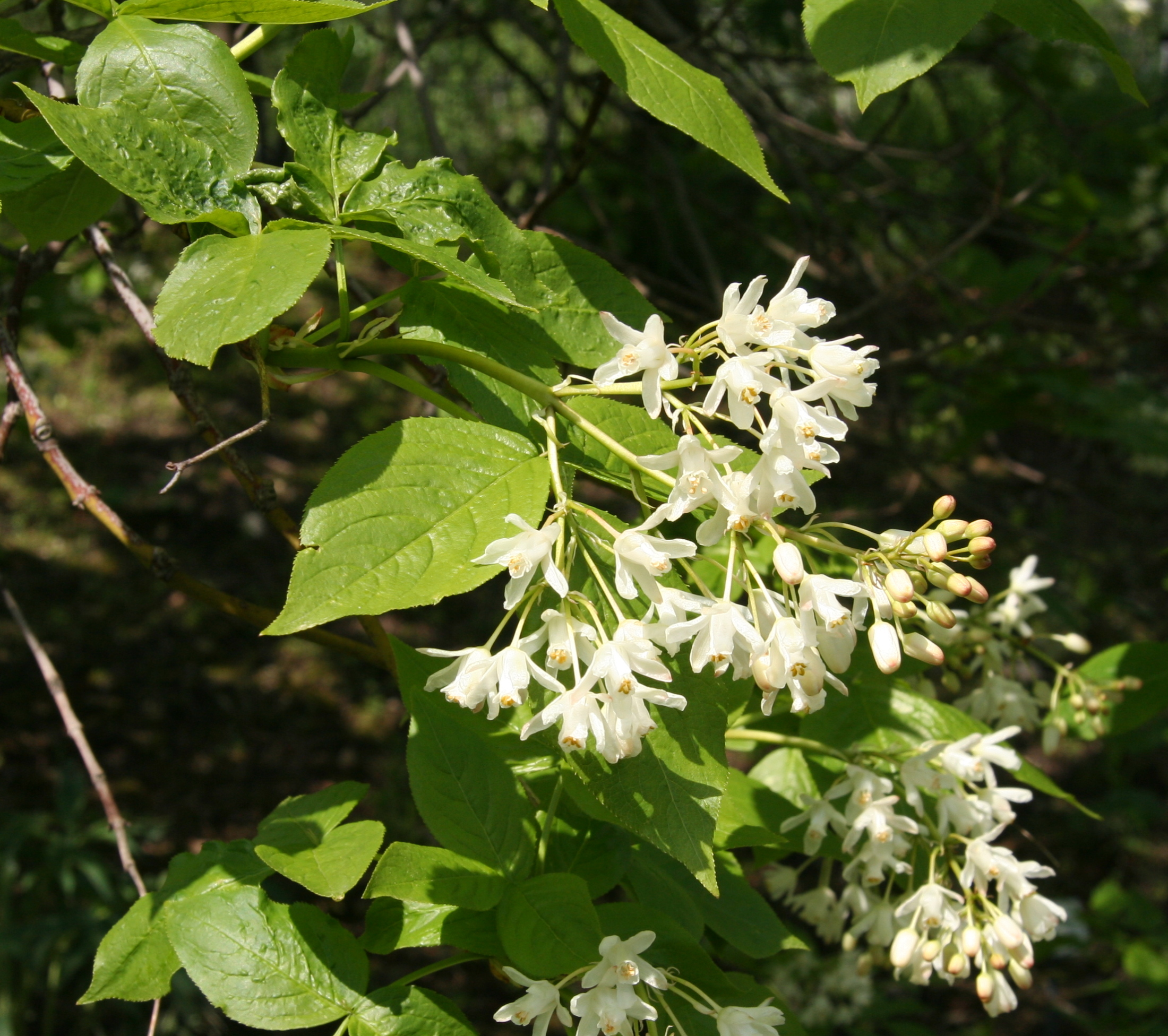
Соцветие клекачки колхидской.

Кустарники или небольшие деревья высотой 2—5 метра.
Листья ярко-зелёные, супротивные, непарноперистые, обычно из трёх листочков, у Клекачки перистой (Staphylea pinnata) 3—7, у Клекачки колхидской (Staphylea colchica) 3—5.
Соцветия метельчатые, длиной 5—10 см, состоят из 5—15 цветков. Цветки белые, с пятью чашелистиками и пятью лепестками, длиной около 1 см.
Плоды вздутые двух- или трёхраздельные капсулы длиной 3—10 см содержащие несколько орешкоподобных семян.

## Классификация

### Таксономия
Род Клекачка входит в семейство Клекачковые (Staphyleaceae) порядка Кроссосомоцветные (Crossosomatales).
Некоторые ботаники включают сюда род Турпиния (Turpinia).
|  |                                      |  |                                                             |                                                             |                       |  | ещё 2 семейства (согласно Системе APG II) |            |              |             |
|  |                                      |  |                                                             |                                                             |                       |  |                                           |            |              | 10—11 видов |
|  |                                      |  |                                                             | порядок Кроссосомоцветные                                   |                       |  |                                           |            | род Клекачка |             |
|  |                                      |  |                                                             | порядок Кроссосомоцветные                                   |                       |  |                                           |            | род Клекачка |             |
|  | отдел Цветковые, или Покрытосеменные |  |                                                             |                                                             | семейство Клекачковые |  |                                           |            |              |             |
|  | отдел Цветковые, или Покрытосеменные |  |                                                             |                                                             |                       |  |                                           |            |              |             |
|  |                                      |  | ещё 44 порядка цветковых растений (согласно Системе APG II) | ещё 44 порядка цветковых растений (согласно Системе APG II) |                       |  |                                           | ещё 2 рода | ещё 2 рода   |             |
|  |                                      |  |                                                             | ещё 44 порядка цветковых растений (согласно Системе APG II) |                       |  |                                           |            | ещё 2 рода   |             |

### Виды
По информации базы данных The Plant List, род включает 11 видов:
- Staphylea bolanderi Gray
- Staphylea bumalda DC. — Клекачка Бумальда
- Staphylea campanulata J. Wen
- Staphylea forrestii I.Balfour
- Staphylea holocarpa Hemsl. — Клекачка цельноплодная
- Staphylea pinnata L. — Клекачка перистая
- Staphylea pringlei S. Watson
- Staphylea shweliensis W.W.Smith
- Staphylea tricornuta (Lundell) S.L. Simmons
- Staphylea trifolia L. — Клекачка трехлистная
- Staphylea yuanjiangensis K.M.Feng & T.Z.Hsu

По информации базы данных The Plant List статус вида Клекачка колхидская (Staphylea colchica Steven) на август 2016 года не определён.

## Название
Толковый словарь В. Даля приводит для клекачки ещё три русских названия: чонзол, клопец, колокитина.